# Циліндрична печатка

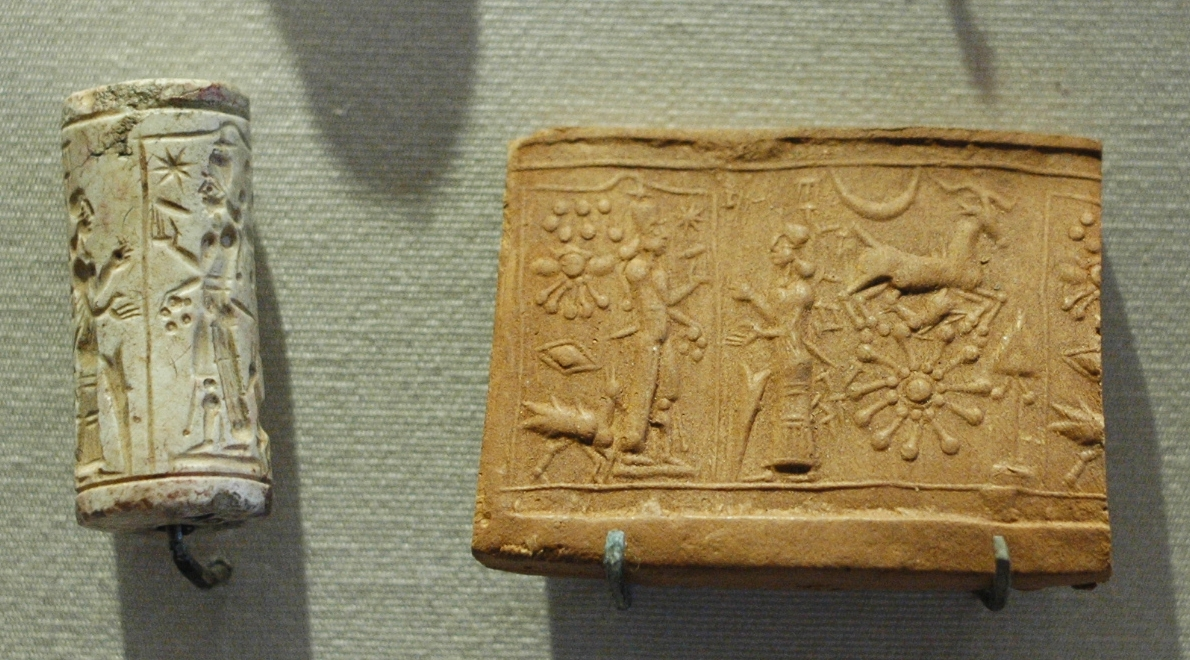
Ассирійська циліндрична печатка з вапняка і сучасний гіпсовий зліпок її зображення, що містить мотив поклоніння богу Шамашу; Лувр

Циліндрична печатка — виточений з каменю невеликої циліндр з поздовжнім осьовим отвором, який використовувався в Стародавньому світі як посвідчення особи автора документа або свідка його підписання. Бічна поверхня циліндра (труцил) містила унікальне різьблення по каменю, як правило релігійний сюжет. Найбільшого поширення циліндричні печатки отримали в Межиріччі, де, починаючи з шумерського періоду, така печатка була найважливішим атрибутом людини, і завжди носилася з собою.

## Способи виготовлення
Циліндричну печатку зазвичай виготовлялися спеціальними майстрами з твердого каменю. Відомі циліндричні печатки з аметисту, гематиту, мильного каменю, вапняку, обсидіану, нефриту, сердоліку, карнеолу, халцедону й інших природних мінералів. Найпрестижнішим матеріалом у Межиріччі для виготовлення печаток серед простих містян вважався лазурит, царські печатки могли бути виготовлені з напівкоштовного каміння. У Стародавньому Єгипті циліндричні печатки виготовлялися також з скла і фаянсу.
Більшість циліндричних печаток виготовлялися таким чином, щоб після прокатування по м'якому матеріалу (наприклад, по мокрій глині) виходило опукле зображення. Малюнки та орнаменти самої печатки при цьому робилися заглибленими. Однак, деякі циліндричні печатки, призначені в основному для інших письмових матеріалів, самі виготовлялися опуклими і використовувалися, наприклад, для нанесення фарби на документ з пергаменту, папірусу тощо.

## Поширення

Відбиток циліндричної печатки з Мезоамерики, приблизно 650 р. до н. е.

Регіони розповсюдження і знахідок циліндричних печаток:
- Межиріччя (відносяться до шумерського, аккадського і вавилонського періодів);
- Стародавній Єгипет;
- Крит (мінойська культура);
- Анатолія (відносяться до Хетського царства, Мітанні і Урарту);
- Іран (відносяться до Еламу і до Ахеменидів);
- Мезоамерика.

Переважна більшість таких печаток було виявлено саме в Межиріччі у зв'язку з тим, що сира глина, яка використовувалася там як писальний матеріал, була найпристосованіша для використання циліндричних печаток.

## Застосування
Відбитки циліндричних печаток виявлені на різноманітних поверхнях, переважно на глиняних табличках, а також на одязі, амулетах і на різноманітних інших писемних матеріалах. Часто циліндричні печатки прокочувалися по шматках глини, опечатували двері, посудини тощо. Для підтвердження недоторканності складів і запасів. Іноді циліндричні печатки мали дуже широке поширення, іноді використовувалися лише царем, його найближчими наближеними і писарями.

### Циліндричні печатки в Межиріччі
Найбільшого поширення і застосування циліндричні печатки отримали в Межиріччя, де були невід'ємною ланкою документообігу. У культур цього регіону було прийнято оформляти операції на глиняних табличках з участю свідків, при цьому продавець, покупець і свідки «підписувалися» своїми циліндричними печатками. Іноді угоду засвідчував місцевий чиновник, виконуючи роль «нотаріуса».
Якщо містянин втрачав свою печатку, було прийнято посилати гінців у різні частини міста, які кричали на кожній вулиці про втрату печатки такою-то людиною і про те, що більше така печатка недійсна.
Циліндричну печатку людини після його смерті зазвичай клали разом з ним в могилу разом з його іншими особистими цінностями.

## Циліндричні печатки як історичне джерело
Циліндричні печатки є важливим джерелом для вивчення історії держав Стародавнього світу. Це пов'язано з тим, що безліч таких печаток, будучи виготовленими з каменю, добре збереглися і містять багато унікальних сцен з релігійних обрядів. Вивченням зображень на печатках займається наука сфрагістика.